# Castilleja conzattii
Castilleja conzattii är en snyltrotsväxtart som beskrevs av Merritt Lyndon Fernald. Castilleja conzattii ingår i släktet målarborstar, och familjen snyltrotsväxter. Inga underarter finns listade i Catalogue of Life.